# Higher Power

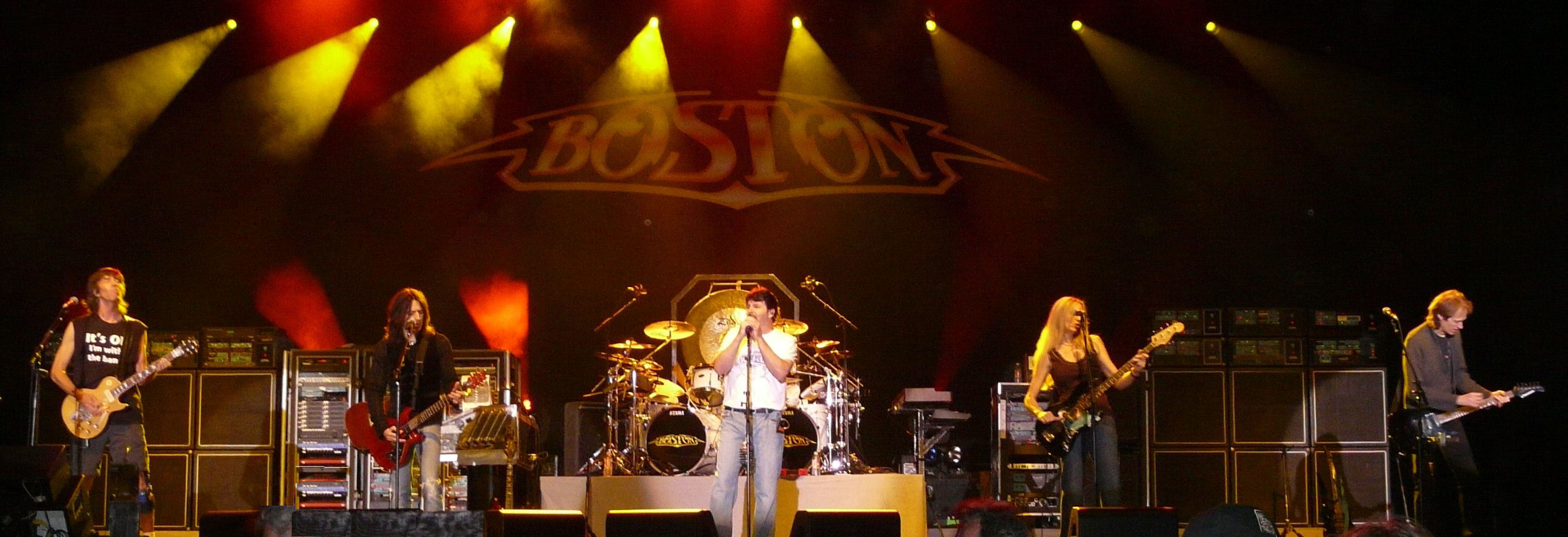
La banda Boston en el Gran Casino de Hinckley. De izquierda a derecha: Tom Scholz, Michael Sweet, Tommy DeCarlo, Kimberly Dahme y Gary Phil.

«Higher Power» —en español: «Poder superior»— es una canción interpretada por la agrupación estadounidense de rock Boston.  Fue compuesta por Tom Scholz y David Sikes. Se enlistó en el álbum recopilatorio Greatest Hits, publicado en 1997 por Epic Records.

## Publicación y contenido
Esta melodía fue lanzada como el único sencillo de Greatest Hits en formato de disco compacto en 1997 por Epic Records.   Fue producido por Tom Scholz. El CD numera tres versiones distintas de «Higher Power»; la primera apareció en la publicación original del compilado, la segunda es una edición más corta y la última es la versión completa de la canción.
En la parte central de esta canción fue incluido un fragmento de la Plegaria de la Serenidad, escrita por el teólogo estadounidense Reinhold Niebuhr.

## Lista de canciones
La canción fue escrita por Tom Scholz y David Sikes.

| Disco compacto |                                      |          |  |
| N.º            | Título                               | Duración |  |
| 1.             | «Higher Power» (versión de Kalodner) | 3:52     |  |
| 2.             | «Higher Power» (edición corta)       | 3:41     |  |
| 3.             | «Higher Power» (versión larga)       | 5:06     |  |
| 12:39          |                                      |          |  |

## Créditos

### Boston
- Brad Delp — voz principal y coros
- Fran Cosmo — voz principal y coros
- Tom Scholz — guitarra, bajo, batería, teclados y efectos de sonido
- Gary Pihl — guitarra
- David Sikes — bajo y coros
- Doug Huffman — batería

### Personal adicional
- Reinhold Niebuhr — escritor de la Plegaria de la Serenidad
- Kimberly Jorgensen — voz (en la Plegaria de la Serenidad)
- W. Siudmak — arte de portada